# 戴夫永不歸來
《戴夫永不歸來》（英語：Dave Not Coming Back）是一部在2020年推出的加拿大紀錄片，導演是喬納·馬拉克。該片講述了2005年潛水員戴夫·肖在企圖從波斯曼斯加特水下洞穴中打撈迪恩·德賴爾遺體時發生的悲劇。影片結合了事故當時的錄像和戴夫的潛伴唐·雪莉的親述，共同勾勒出了那次救援行動的全貌。

## 劇情簡介
2004年10月28日，資深洞穴潛水員唐·雪利和戴夫·肖，也是多年的摯友，計劃在波斯曼斯加特洞穴展開一次潛水探險。戴夫潛入270公尺的深度，到達了洞穴的底部並進行了探查，在那次潛水中，他創下了以下四項紀錄：
1. 搭配再生呼吸器達到的深度；
2. 在洞穴中搭配再生呼吸器下潛的深度；
3. 在高海拔地區搭配再生呼吸器達到的深度；
4. 進行潛水定線工作達到的深度。

探索過程中，他意外地發現了一具躺在洞底近十年的遺體，那是20歲潛水者迪翁·德雷爾的。
三個月後，這對好友決定回到洞穴將遺體帶出。他們聯繫了迪恩的父母，得到了他們的同意。他們組織了一支由八名熟悉再生呼吸器使用的潛水員組成的支援團隊，這些人都是唐·雪莉的親密伙伴。來自開普敦的攝影師戈登·希爾斯負責記錄從地面準備到洞穴底部作業的整個過程。而負責協調地面活動的是維爾納·范謝克，她曾創下女性深水潛水的世界紀錄。當時他們並未意識到，從那次潛水行動開始，戴夫就再也沒有回來。

## 製作
主要的攝影工作分別於2017年和2018年在南非的科馬提泉和波斯曼斯加特洞穴，以及澳大利亚墨尔本完成。

### 水下拍攝
製作團隊與唐·雪莉攜手合作，所有水下鏡頭都是在實際潛水中完成的。一半的場景是在唐的潛水訓練中心——科馬提泉洞穴拍攝的，那裡是一座多層次的舊水下礦坑，深達180公尺，延伸幾公里的隧道。另一半場景則是在唐2017年的潛水勘探中，在波斯曼斯加特洞穴捕捉的。由於水下作業無法進行語言溝通，團隊必須在水面上進行長時間的排練，直到每個人都能熟記拍攝的內容和順序。

## 迴響
《戴夫永不歸來》在2020年的奧斯汀電影節和漢密爾頓電影節上都獲得了觀眾獎。這部影片於2020年8月17日在惠斯勒電影節的特別夏季版中，作為冒險電影系列的一部分首次亮相。接著於9月11日在魁北克省的蒙特利尔進行了商業首映，同月稍後在安大略省薩德伯里區的獨立影院合作社進行放映。最後，在2020年10月，影片在各大流媒體平台上正式商業發行。
儘管面臨COVID-19大流行帶來的局部封鎖限制，此紀錄影片依然在2020年秋季於影院上映。影片於2020年11月10日在美國進行線上發行，隨後於2020年12月15日在加拿大推出。

### 獲獎
| 頒獎單位           | 年份 | 獎項             | 入圍者                                | 結果 | Ref.  |
| ------------------ | ---- | ---------------- | ------------------------------------- | ---- | ----- |
| 加拿大影視獎       | 2021 | 最佳紀錄片剪輯   | Jonah Malak                           | 提名 | [ 8 ] |
| 加拿大電影剪輯師獎 | 2021 | 最佳紀錄長片剪輯 | Jonah Malak                           | 獲獎 |       |
| 奧斯汀電影節       | 2020 | 重點影片觀眾獎   | Audrey-Ann Dupuis Pierre, Jonah Malak | 獲獎 |       |
| 漢密爾頓電影節     | 2020 | 最佳紀錄片       | Audrey-Ann Dupuis Pierre, Jonah Malak | 獲獎 |       |

## 外部連結
- 互联网电影数据库（IMDb）上《戴夫永不歸來》的资料（英文）